# Quête des racines
Le mouvement de la « Quête des racines » (ou « Recherche des racines » ), xungen wenxue (chinois simplifié : 寻根文学 ; chinois traditionnel : 尋根文學), est un mouvement littéraire chinois contemporain.
Le mouvement est né en 1985 autour des écrivains Han Shaogong, A Cheng, Zheng Wanlong (1944-) et Li Hangyu (1959-). L'inspirateur du mouvement est l'écrivain Wang Zengqi (en) (1920-1997), qui à partir du début des années 1980, écrit des récits, transposés dans les années 1930, ayant pour cadre Gaoyou, dans sa province natale, le Jiangsu. Les écrivains du mouvement de la « Quête des racines » ont en effet chacun une région de prédilection, souvent celle de leurs origines : le grand Nord-Ouest pour Zhang Chengzhi, l'ouest du Hunnan pour Han Shaogong, le Tibet pour Zhaxi Dawa (1959-)… A Cheng, qui a subi une forte influence de la part de Wang Zengqi, place ses récits dans les régions où il a vécu en tant que « jeune instruit » durant la Révolution culturelle. Le choc provoqué par la découverte du monde rural, sans rapport avec la vision officielle, a en effet conduit ces écrivains à vouloir rendre compte de cette réalité, en usant sur le plan formel aussi bien du réalisme que du réalisme magique, de la prose poétique ou du fantastique. Ils ont ainsi profondément renouvelé et enrichi la littérature chinoise contemporaine, malgré les critiques contre ce que certains percevaient comme un retour en arrière. L'œuvre du prix Nobel de littérature Mo Yan se rattache à ce mouvement, ainsi que celle d'un certain nombre d'écrivains non han, aux premiers rangs desquels Zhang Chengzhi, de la minorité hui, musulmane, et Zhaxi Dawa, de père tibétain et de mère chinoise.